# Jennie Jerome
Jeanette "Jennie" Jerome (New York, 9 januari 1854 – Londen, 9 juni 1921) was een Amerikaanse schoonheid uit de hogere klasse, beter bekend als de moeder van de Britse eerste minister Winston Churchill.
Op haar 20e trouwde ze met Lord Randolph Churchill in Parijs. Winston Churchill vertelde in een autobiografie dat zijn moeder een vurig politiek bondgenote van hem werd. Hij was toen liberaal. "Wij werkten als gelijken samen,"schreef hij, "meer als broer en zuster dan als moeder en zoon. Dit ging zo door tot het einde”.
Jennie Jerome trouwde na vijf jaar na haar mans dood opnieuw en werd de echtgenote van George Frederick Cornwallis - West. Dertien jaar later werd dit huwelijk ontbonden. In 1918 trouwde zij voor de derde maal.